# Jurecki Młyn
Jurecki Młyn – osada w Polsce położona w województwie warmińsko-mazurskim, w powiecie ostródzkim, w gminie Morąg.
W roku 1973 jako majątek Jurecki Młyn należał do powiatu morąskiego, gmina i poczta Morąg. W latach 1975–1998 miejscowość administracyjnie należała do województwa olsztyńskiego. Miejscowość leży w historycznym regionie Prus Górnych.
We wspomnieniach absolwentów szkoły, w piśmiennictwie czasami osada występuje pod nazwą "Jurkowy Młyn".

## Uniwersytet Ludowy w Jurkowym Młynie
Uniwersytet Ludowy w Jurkowym Młynie (obecnie Jurecki Młyn) był jedną z dwóch placówek tego typu w dawnym województwie olsztyńskim (drugi to Mazurski Uniwersytet Ludowy w Rudziskach pod Pasymiem). W Jurkowym Młynie uczyła się głównie młodzież z Warmii. Celem edukacyjnym szkoły była repolonizacja młodzieży warmińskiej oraz przygotowanie do pracy. Uniwersytet Ludowy powstał we wrześniu 1946 roku (organizatorem był Jan Boenigk - działacz warmiński) i działał do 31 sierpnia 1950 r. W ciągu czterech lat swojego zorganizowano 6 turnusów (w czasie każdego turnusu uczyło się tu 40-45 osób).
Jana Boeniga wspierali w pracy nauczyciele z polskich szkół okresu międzywojennego: Alfons Barczewski, Jan Henrych, Konrad Sikora, Elżbieta Jankowska, Franciszek Jankowski. W Uniwersytecie Ludowym prowadzone były zajęcia z języka polskiego, spółdzielczości i rachunkowości. Ważną część edukacyjną pełniły zajęcia świetlicowe, w trakcie których uczniowie odtwarzali inscenizacje przygotowane przez Jana Boenigka na podstawie tekstów ks. Walentego Barczewskiego, Mickiewicza, Tuwima. Młodzież prowadziła 350-hektarowe gospodarstwo rolne, które zapewniało im utrzymanie w czasie nauki.